# 米津常春
米津 常春（よねきつ つねはる）は、戦国時代から安土桃山時代の武将。徳川家康に仕え、徳川十六神将の一人に数えられる。

## 生涯
三河国の有力国人松平氏に歴仕した米津勝政の子。自身も13歳より松平氏に仕え、天文18年（1549年）安城合戦では自ら槍を取って勇戦する。その後も徳川家康の部将として、永禄3年（1560年）桶狭間の戦いの前哨戦である丸根砦攻めでは家康の護衛を務めた。以後も家康の三河平定軍に従軍し、永禄6年（1563年）三河一向一揆平定、永禄7年（1564年）宝飯郡赤坂の戦いに従軍。生涯で戦功は18度、一番槍13度、手傷73か所を数え、禄高は3000石を領した。だが若くして目を病み、後年には失明して蟄居した。慶長5年（1600年）関ヶ原の戦いでは家康に供奉。慶長17年（1612年）江戸において没。